# Красносілка (Старокостянтинівська міська громада)
Красносі́лка — село в Україні, у Старокостянтинівській міській громаді Хмельницького району Хмельницької області.

## Історія
7 (20) листопада 1917 року, відповідно до.Третього Універсалу Української Центральної Ради, увійшло до складу Української Народної Республіки.
12 червня 2020 року, відповідно до розпорядження Кабінету Міністрів України № 727-р «Про визначення адміністративних центрів та затвердження територій територіальних громад Хмельницької області», увійшло до складу Старокостянтинівської міської громади, до 2020 орган місцевого самоврядування — Сахновецька сільська рада.
19 липня 2020 року, після ліквідації Старокостянтинівського району, село увійшло до Хмельницького району.
22 червня 2023 року рішенням №230 Національної комісії зі стандартів державної мови віднесено до списку населених пунктів, які «можуть не відповідати лексичним нормам української мови», зокрема стосуватися «російської імперської чи колоніальної політики». Громаді рекомендовано обґрунтувати доцільність збереження поточної назви або запропонувати нову назву в установленому законодавством порядку.

## Населення
Населення становить 600 осіб.

### Мова
Розподіл населення за рідною мовою за даними перепису 2001 року:
| Мова            | Кількість | Відсоток |
| --------------- | --------- | -------- |
| українська      | 866       | 98.86%   |
| російська       | 6         | 0.68%    |
| румунська       | 1         | 0.11%    |
| інші/не вказали | 3         | 0.35%    |
| Усього          | 876       | 100%     |

## Відомі люди

Олександр Чикерда

- Олександр Чикерда — член антигітлерівського підпілля ОУН. Закатований гестапо в 1942 року. Уродженець села Красносілка Старокостянтинівського району.